# Landesgewerbeanstalt Bayern

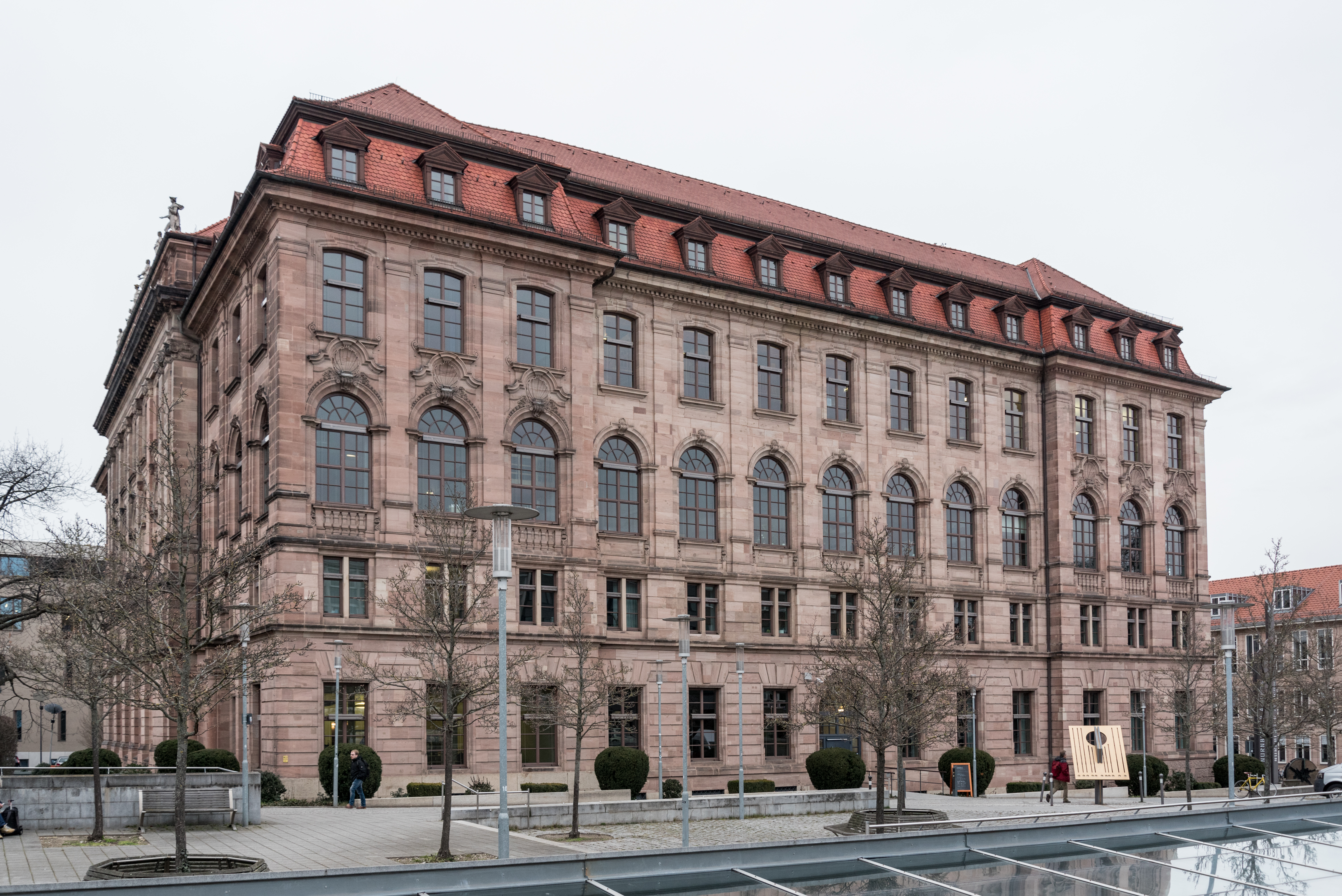
Das Bildungszentrum Nürnberg am Gewerbemuseumsplatz ehemals das Bayerische Gewerbemuseum

Die LGA Landesgewerbeanstalt Bayern ist eine Körperschaft des öffentlichen Rechts mit Sitz in Nürnberg. Die Kernaufgaben der LGA sind Ingenieur- und Prüfdienstleistungen in den Bereichen Prüfstatik, Bauwerksprüfung, Brandschutz, Geotechnik, Verkehrswegebau und Materialprüfung.

## Beschreibung
Die LGA sitzt mit ihrem Hauptsitz in Nürnberg, ihren sieben Zweigstellen und deren Außenstellen an 19 weiteren bayerischen Orten sowie an drei weiteren Standorten außerhalb Bayerns. Wichtigster Arbeitsbereich ist die Prüfstatik. Sie prüft die Standsicherheit von Gebäuden, Brücken, Fliegenden Bauten und Tunneln, von Glasfassaden und Holzkonstruktionen. Solche unabhängigen, fachkundigen Bauwerksprüfungen folgen dem Vier-Augen-Prinzip. Die grundsätzlichen Regelungen finden sich in den Bauordnungen der Länder.
Weiterhin hat die LGA seit dem Jahr 1909 ein Materialprüfungsamt (MPA).
Weitere Untersuchungs-, Prüf- und Zertifizierungsbereiche hat die LGA in den Jahren 1995 bis 2004 in eigenständige Gesellschaften ausgelagert. Einen Großteil dieser Gesellschaften hat sie 2004 in einer Zwischenholding gebündelt und zusammen mit dem Firmengelände an der Tillystraße in Nürnberg an die TÜV Rheinland Holding AG verkauft. Seither benutzt auch der TÜV Rheinland die Marke „LGA“ auf den Gebieten der Produktprüfung. 2020 wurde die TÜV Rheinland LGA Bautechnik, ein Teil der ursprünglich verkauften Gesellschaften, wieder zurückgekauft und unter dem Namen LGA Bautechnik GmbH in das Unternehmen integriert.
Mit der LGA Bautechnik GmbH ist die LGA Landesgewerbeanstalt Bayern wieder in den Bereichen Verkehrswegebau, Tiefbau, Grundbau, Betonbau, Metallbau sowie in der Schadensprüfung und Materialprüfung tätig.
Die LGA ist als Körperschaft des öffentlichen Rechts der Rechtsaufsicht des Freistaates Bayern unterworfen und ist alleiniger Gesellschafter der LGA Bautechnik GmbH.
Die LGA ist nach wie vor Mitgesellschafterin der:
- LGA Institut für Umweltgeologie und Altlasten GmbH
- LGA Immissions- und Arbeitsschutz GmbH

## Geschichte

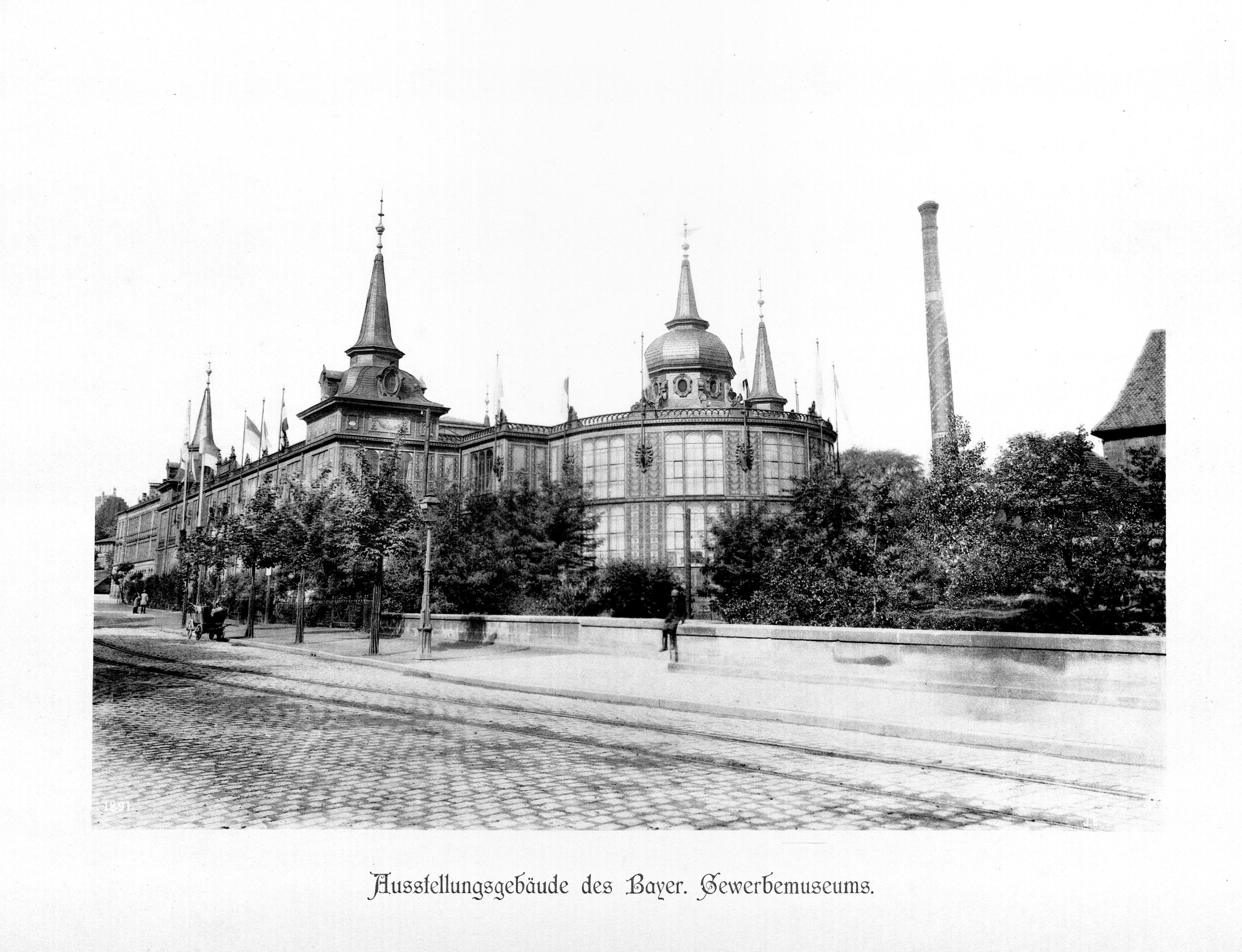
Ausstellungsgebäude des Bayerischen Gewerbemuseums vor dem Neubau

Die LGA wurde 1869 als Bayerisches Gewerbemuseum u. a. von Lothar von Faber, Theodor von Cramer-Klett und Otto Stromer von Reichenbach gegründet, 1909 wurde das Materialprüfungsamt (MPA) gegründet und es erfolgte die Umbenennung in Bayerische Landesgewerbeanstalt, 1916, verliehen durch Ludwig III., König von Bayern, zur Körperschaft des öffentlichen Rechts, wurde 1969 erneut umbenannt zur Landesgewerbeanstalt Bayern und trägt heute den Namen LGA Landesgewerbeanstalt Bayern. Durch die Gründung dieser Einrichtung wurde das Konzept von Johann Caspar Beeg umgesetzt.
1866 zog in den oberen Räumen der Fleischhalle der Vorläufer des Bayerischen Gewerbemuseums, das Kunst- und Gewerbemuseum, ein und wurde nach dem Tode von J. C. Beeg geschlossen, um 1872 im Fleischerhaus sein erstes Domizil als Bayerisches Gewerbemuseum zu finden. Nach dem Umzug 1874 in die Königstraße wurden die Ausstellung und Einrichtung 1897 in den Neubau verlagert. Um den Neubau zu finanzieren, gab das Bayerische Gewerbemuseum ab 1872 Anteilsscheine in Gulden und bis mindestens 1894 in Mark aus.
Der Neubau erfolgte 1892–1897 nach den Plänen des Architekten Theodor von Kramer am Gewerbemuseumsplatz in Nürnberg.
1901 wurde durch Theodor von Kramer und u. a. mit Peter Behrens, Richard Riemerschmid und Paul Haustein die Einrichtung der Meisterkurse ab 1902 initiiert.
Die musealen Sammlungen der Anstalt sind heute Teil des Germanischen Nationalmuseums in Nürnberg.
Mitte 1903 wurde das Bayerische Gewerbemuseum gutachterlich zum Betrieb und Leitungsnetz der Electricitätswerke u. Maschinenbau Gesellschaft Redwitz a.d.R. in Redwitz an der Rodach und im ersten Quartal 1904 zu Fragen der personellen und technischen Ausstattung gehört. Nicht zuletzt auf Grund dieser Stellungnahmen wurde am 11. März 1904 die Stilllegung angeordnet, aber nach sechs Wochen aufgehoben.
Zu Beginn des 20. Jahrhunderts wurde die Versuchsanstalt für Bierbrauerei in die LGA integriert.
Im Zweiten Weltkrieg wurden 1945 das Hauptgebäude beschädigt und das Technische Gebäude sowie die alte Norishalle zerstört. Am Marientorgraben, neben dem Gewerbemuseum, wurde von der LGA 1965 bis 1969 die neue Norishalle errichtet, ein moderner Bau in Sichtbetonbauweise, in die die Patent- und Normenauslegestelle sowie das Grundbauinstitut einzogen.

## Meisterkurse (Kursleiter)
- 1902–1903 Peter Behrens[17]
  - (Schüler): Valentin Oeckler
- 1903–1905 Richard Riemerschmid[18]
- Paul Haustein[19]
- 1910–1913 Friedrich Adler (Künstler)[20]

### Veröffentlichungen
- ab 1867 Kunst und Gewerbe. Wochenschrift zur Förderung deutscher Kunst-Industrie. Herausgegeben vom Bayerischen Gewerbemuseum zu Nürnberg.[21]
- 1904–1919 Bayerisches Brauer-Journal[22]